# Río Banano-formatie
De Río Banano-formatie is een geologische formatie in Costa Rica die afzettingen uit het Mioceen omvat. 
De Río Banano-formatie dateert uit het Midden-Mioceen. Er zijn twee locaties: bij Lomas de Siquirres in de provincie Limón en bij Pacuare de Tres Equis in de provincie Cartago. 
De tandwalvis Squalodon sp. is beschreven op basis van een tand bij Lomas de Siquirres. Andere vondsten uit Lomas de Siquirres behoren tot aan de zilverpunthaai (Carcharhinus albimarginatus), de wezelhaai Hemipristis serra, een makreelhaai (Isurus sp.), de gladde hamerhaai (Sphyrna zygaena) en enkele soorten zeebrasems. 
In de afzettingen bij Pacuare de Tres Equis is een uitgebreidere ichthyofauna gevonden met een roofhaai (Carcharhinus sp.), een uitgestorven citroenhaai (Negaprion eurybathrodon), Hemipristis serra, de kortvinmakreelhaai (Isurus oxyrinchus), een uitgestorven zandtijgerhaai (Carcharias acutissima), een uitgestorven makreelhaai (Megaselachus subauriculatus = Carcharocles chubutensis), een uitgestorven koboldhaai (Mitsukurina sp.), de spitssnuitzevenkieuwhaai (Heptranchis perlo) en verder zeebrasems, doktersvissen, papegaaivissen, lipvissen, barracuda's en trekkervissen. 
Andere formaties in Costa Rica met mariene fauna uit het Mioceen zijn de Curré-formatie, Punta Judas-formatie en de Uscari-formatie.